# Giuseppe Cassoli

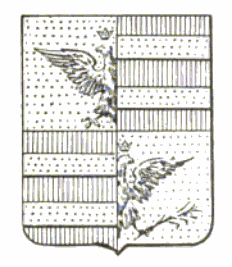
Stemma Cassoli

Giuseppe Cassoli, Conte di Rebecco (Reggio nell'Emilia, 4 agosto 1866 – Reggio nell'Emilia, 5 novembre 1948), è stato un nobile e militare italiano.

## Biografia
Giuseppe Angelo Maria Cassoli Busetti, Conte di Rebecco, Patrizio di Reggio, nacque a Reggio Emilia il 4 agosto 1866 nella casa di proprietà del padre in via Tavolata. La famiglia era una delle più antiche della città e vantava non solo una lunga storia ed illustri parentele, ma anche numerose importanti cariche ricoperte. Il padre Nicola (1829-1905) era laureato in giurisprudenza e fu guardia nobile d'onore del Duca di Modena e Reggio. La madre era invece la nobile Rosa Malvezzi Campeggi dei marchesi di Dozza e dei conti della Selva (1838-1913), appartenente ad una influente famiglia senatoria bolognese.
Compiuti gli studi secondari entrò nella Scuola Militare di Modena nel 1883 e ne uscì sottotenente nell'11º Reggimento Fanteria. Fu poi dipsensato dal servizio effettivo ed iscritto nel ruolo degli ufficiali di complemento come tenente. Promosso capitano nel 1907, fu richiamato in guerra nel maggio 1915 e, in un secondo momento, combatté volontario fino al 1918, non percependo stipendio. Fu congedato tenente colonnello. 
Rientrato a Reggio Emilia, fu molto attivo nel Comitato di Assistenza Civile e fu nominato vicepresidente del Tribunale Militare di Guerra e presidente della sezione locale del Tiro a Segno Nazionale.
Nel 1919 fu cofondatore e primo presidente della Reggiana Calcio e rimase in carica fino al 1923, per poi tornare dal 1924 al 1925 assieme a Vittorino Palazzi Trivelli. Proprio nel 1920 la squadra raggiunse la Serie A per la prima volta.
Nel 1922 fu membro della commissione direttiva dell'Esposizione agricola industriale e del lavoro di Reggio, inaugurata da Vittorio Emanuele III.
Nel 1907 fu inoltre membro del comitato per il cinquantenario del teatro Municipale.

### Vita privata
Cassoli, zio di Alberto, sposò a Reggio Emilia il 9 febbraio 1889 la nobile Barbara Tirelli, pronipote di Francesco Carbonieri e zia di Marianna e Luigi Tirelli. Vissero nel Palazzo Cassoli-Tirelli, che fecero costruire nel 1913, dove allestirono una collezione d'arte antica rinomata anche al di fuori di Reggio. Risiedettero d'estate nella villa Il Più Bello a Puianello. La coppia non ebbe figli e fu sepolta nel cimitero monumentale di Reggio Emilia.